# After Midnight (film 1921)
After Midnight è un film muto del 1921 diretto da Ralph Ince.

## Trama
Un uomo acconsente a impersonare un moribondo che lui riconosce come il suo fratello gemello. A casa del moribondo, incontra la moglie di questi, e se ne innamora. Ricattato per impadronirsi di alcuni documenti, si rifiuta di sottrarli e il suo ricattatore, per vendetta, rapisce la donna. Lui la salva ma il ricattatore uccide il malato. Ora la vedova è libera di trovare la felicità con lui.

## Produzione
Il film fu prodotto dalla Selznick Pictures Corporation.

## Distribuzione
Il copyright del film, richiesto dalla Selznick Pictures, fu registrato il 9 settembre 1921 con il numero LP16978.
Distribuito dalla Select Pictures Corporation, il film - presentato da Lewis J. Selznick - uscì nelle sale cinematografiche statunitensi il 10 settembre 1921.